# Record de Tunisie du 1 500 mètres (athlétisme)
Le record de Tunisie du 1 500 mètres est actuellement détenu par Ali Hakimi chez les hommes, en 3 min 31 s 70, et par Fatma Lanouar chez les femmes, en 4 min 6 s 91.

## Hommes
| Athlète    | Performance   | Club          | Lieu      | Date         |
| Ali Hakimi | 3 min 31 s 70 | Club africain | Bruxelles | 21 août 1997 |

## Femmes
| Athlète       | Performance   | Club                            | Lieu     | Date        |
| Fatma Lanouar | 4 min 06 s 91 | Essor sportif féminin de Nabeul | Bucarest | 6 août 2000 |